# Brejo Alegre
Brejo Alegre là một đô thị ở bang São Paulo của Brasil. Đô thị này nằm ở vĩ độ 21,17 Độ vĩ nam và kinh độ 50,18 Độ kinh tây. Dân số năm 2004 ước tính là 2.477 người. Đô thị này có diện tích 104,822 km, nằm trên độ cao 390 m trên mực nước biển.

## Thông tin nhân khẩu
Dữ liệu dân số theo điều tra dân số năm 2000
Tổng dân số: 2.308
- Dân số thành thị: 1.781
- Dân số nông thôn: 527
- Nam giới: 1.194
- Nữ giới: 1.114

Mật độ dân số (người/km²): 22,02
Tỷ lệ tử vong trẻ sơ sinh dưới 1 tuổi (trên một triệu người): 16,36
Tuổi thọ bình quân (tuổi): 70,96
Tỷ lệ sinh (số trẻ trên mỗi bà mẹ): 3,22
Tỷ lệ biết đọc biết viết: 84,01%
Chỉ số phát triển con người (HDI-M): 0,748
- Chỉ số phát triển con người - Thu nhập: 0,656
- Chỉ số phát triển con người - Tuổi thọ: 0,766
- Chỉ số phát triển con người - Giáo dục: 0,822

(Nguồn: IPEADATA)